# 康什河畔孔希
康什河畔孔希（法語：Conchy-sur-Canche，法語發音：[kɔ̃ʃi syʁ kɑ̃ʃ]）是法国上法蘭西大區加来海峡省的一个市镇，属于阿拉斯区。

## 地理
康什河畔孔希（50°18'7"N, 2°11'58"E）面积9.83 平方千米，位于法国上法蘭西大區加来海峡省，该省份为法国北部沿海省份，西北濒北海，南至索姆省，东临北部省。
与康什河畔孔希接壤的市镇（或旧市镇、城区）包括：布朗热瓦尔布朗热蒙、康什河畔蒙谢勒、鲁日费、瓦克里勒布克、欧布罗梅斯、康什河畔布贝尔、菲利耶夫尔。

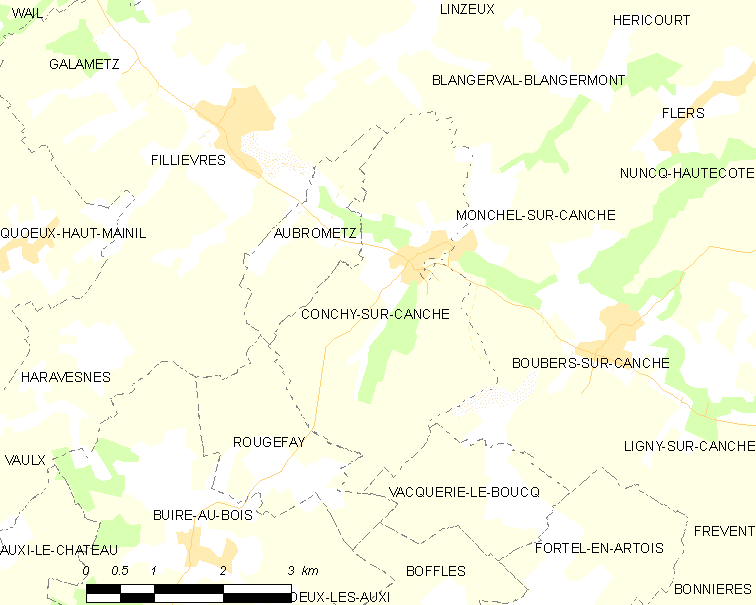
康什河畔孔希的OSM定位图

康什河畔孔希的时区为UTC+01:00、UTC+02:00（夏令时）。

## 行政
康什河畔孔希的邮政编码为62270，INSEE市镇编码为62234。

## 政治
康什河畔孔希所属的省级选区为泰努瓦斯河畔圣波勒县。

## 人口

1962-2008年间康什河畔孔希人口变化图示

康什河畔孔希于2022年1月1日时的人口数量为222人。